# (12100) Amiens
(12100) Amiens – planetoida z pasa głównego asteroid okrążająca Słońce w ciągu 4,19 lat w średniej odległości 2,60 j.a. Została odkryta 25 kwietnia 1998 roku przez Erica Waltera Elsta w Europejskim Obserwatorium Południowym. Jej nazwa pochodzi od miasta Amiens – stolicy Pikardii.